# Glaciazione Donau
La glaciazione Donau o del Danubio  (in tedesco: Donau-Kaltzeit) è una fase glaciale del Pleistocene avvenuta fra  950 000 e 1 milione di anni fa (alcune cronologie la retrodatano a 1,79 milioni di anni, fino a 920 000 anni fa, facendola corrispondere con la glaciazione Otwock).
Non compare nel tradizionale schema a quattro partizioni delle ere glaciali delle Alpi di Albrecht Penck.
La glaciazione è stata nominata da Barthel Eberl nel 1930 dal nome del fiume Danubio (Donau). La glaciazione Donau è la più antica glaciazione delle Alpi di cui si hanno testimonianze al di fuori della regione dell'Iller-Lech. Questa fase danubiana è stata preceduta dall'interglaciale Biber-Donau e seguita dall'interglaciale Donau-Günz. A volte il periodo glaciale Donau è diviso in due o tre fasi: Donau I, Donau II e Donau III.